# As-Sukajlabijja
As-Sukajlabijja (arab. السقيلبيه) – miasto w Syrii, w muhafazie Hama. Siedziba dystryktu As-Sukajlabijja i poddystryktu As-Sukajlabijja. W spisie z 2004 roku liczyło 13 920 mieszkańców, głównie chrześcijan.

## Historia
W czasie wojny w Syrii As-Sukalajbijja była wielokrotnie ostrzeliwana przez islamistów, lecz nie została przez nich zdobyta.
W lipcu 2020 prezydent Baszar al-Assad ogłosił, iż w As-Sukalajbijja zostanie wybudowana replika starożytnej bazyliki Hagia Sophia w Konstantynopolu, która została przemieniona na meczet przez obecne władze tureckie.